# Japanseidensänger

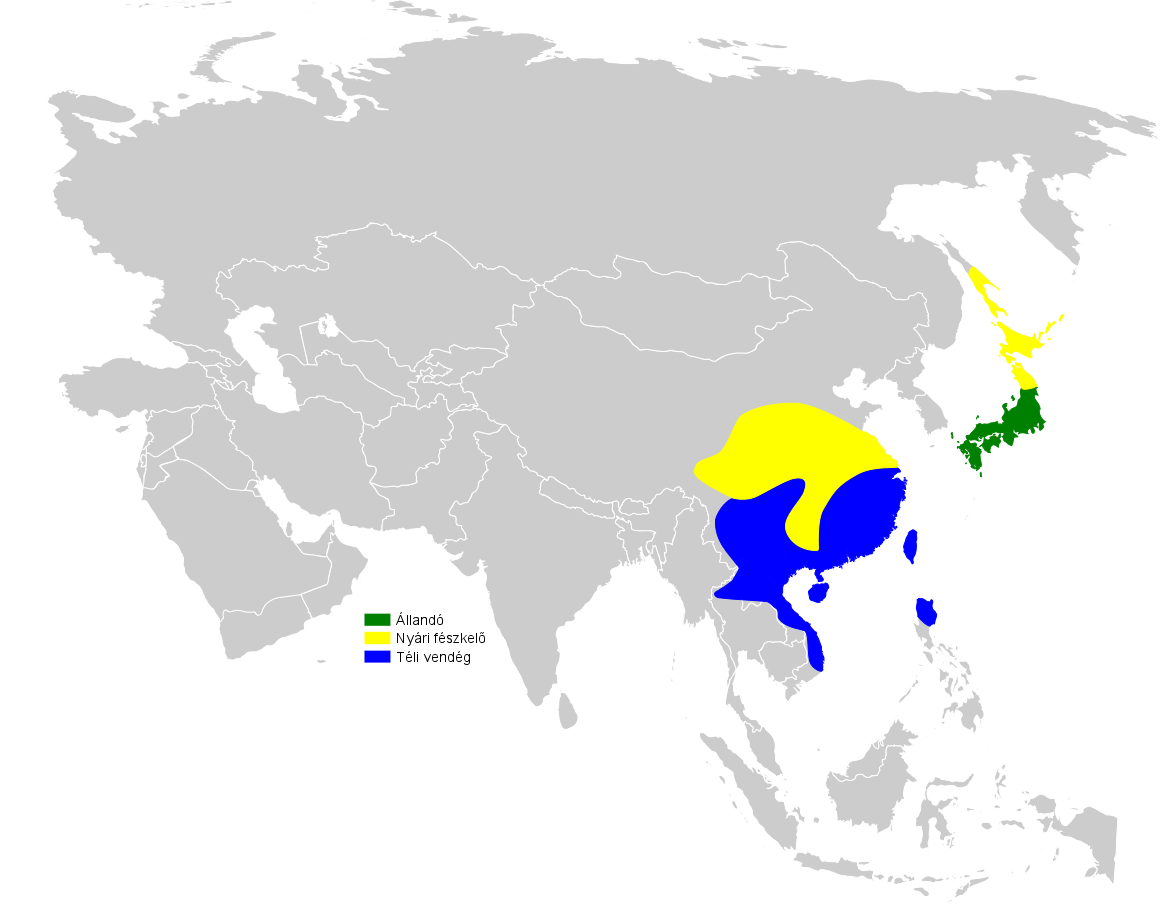
Verbreitungsgebiet des Japanseidensängers
Brutgebiete
Ganzjähriges Vorkommen
Überwinterungsgebiete

Der Japanseidensänger (Horornis diphone, jap. 鴬 uguisu), auch Japanbuschsänger, Japanische Nachtigall oder  Uguisu genannt, ist ein Singvogel, den man öfter hört als sieht. Sein charakteristischer Balzruf, japanisch Hōhokekyo, ist in Japan vielerorts zum Frühlingsanfang zu hören. Die Schönheit seines Gesangs hat ihm zu dem Namen Japanische Nachtigall verholfen, allerdings singt diese im Gegensatz zu ihrem europäischen Pendant tagsüber.

## Aussehen
Das Federkleid des Japanseidensängers ist graubraun, und er ist sehr scheu. Normalerweise kann er nur im Frühling beobachtet werden, bevor die Bäume ihr Blätterkleid bekommen. Die Männchen dieser Art sind ca. 16 Zentimeter groß, die Weibchen ca. 14 Zentimeter.

## Vorkommen
Der Japanseidensänger kommt in Ostasien, der Japanischen Inselkette und auf den Philippinen vor. Dort bewohnt diese Art die Grasländer, die Berghaine und das Unterholz der Wälder.

## Lebensweise
Der Japanseidensänger sucht im Unterholz lichter Wälder im hohen Gras nach Insekten. Im Herbst ziehen die Vögel ins Winterquartier nach Südostchina.

## Fortpflanzung

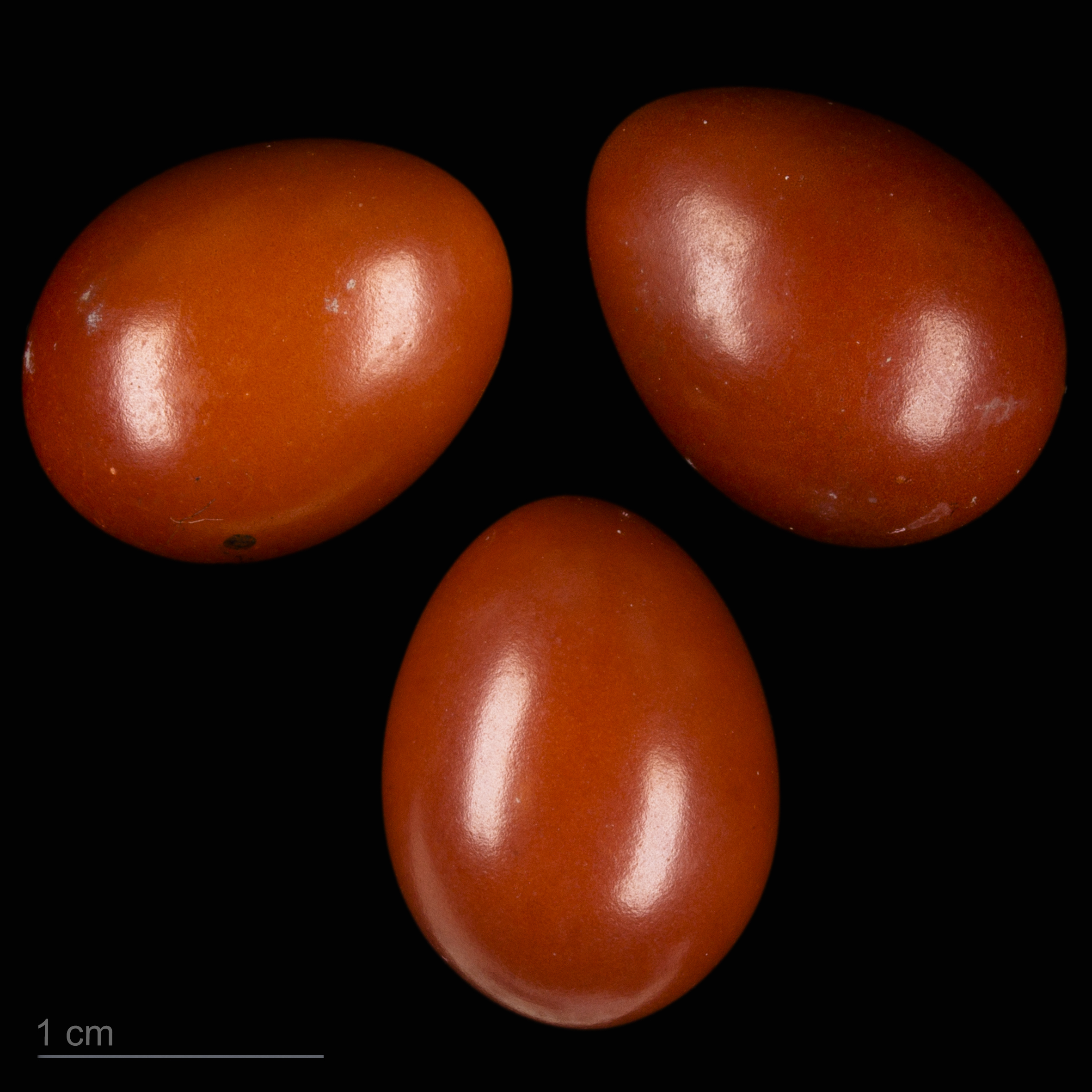
Horornis diphone cantans, Sammlung Museum von Toulouse

Das 10–13 Zentimeter hohe Nest bauen beide Partner gemeinsam in Büschen oder im hohen Gras. Es besteht aus kleineren Zweigen, die mit Blättern und Zweigen miteinander verflochten werden. In die bis zu 9 Zentimeter tiefe Mulde des Nestes legt das Weibchen 4–5 Eier. Nach 13–14 Tagen schlüpfen die Jungen. Beide Altvögel übernehmen das Brutgeschäft und die Versorgung der Nestlinge. Es werden vor allem Insektenlarven und kleinere Fliegen verfüttert.

## Lied
Das Lied der Japanischen Nachtigall ist eines der beliebtesten Motive in der japanischen Dichtkunst und taucht in vielen Gedichten aus Sammlungen wie dem Manyōshū und dem Kokinshu auf. In Haiku und Renga ist die Nachtigall eines der Jahreszeitenworte (Kigo) für den beginnenden Frühling. Sie wird auch mit der Pflaumenblüte (Ume) assoziiert und wird mit ihr zusammen auf den Hanafuda-Karten dargestellt. Doch das Lied der Nachtigall ist in Japan erst im späten Frühling zu hören, nachdem die Pflaumenblüten verwelkt sind.
Im Winter singt der Vogel ein anderes Lied und ist dann im Haiku mit dem Namen Sasako bezeichnet, das Lied heißt sasanaki.
Der Japanseidensänger ist einer der „drei berühmten Singvögel“ Japans, neben dem Japanschnäpper und dem japanischen Rotkehlchen (Erithacus akahige).
Die Exkremente des Japanseidensängers wurden lange Zeit als Hautaufheller und zur Faltenentfernung verwendet. Auch wurden damit Flecken aus Kimonos entfernt. Noch heute kann man manchmal das sogenannte „Uguisu-Puder“ kaufen.
Nach der Japanischen Nachtigall ist auch der „Nachtigallenboden“ (uguisubari) in japanischen Burgen benannt, bei dem jede Schwelle beim Drauftreten ein charakteristisches, zirpendes Geräusch verursacht. Diese Form der „Alarmanlage“ findet sich zum Beispiel im Nijō-jō, im Eikan-dō und im Chion-in in Kyōto.

### Audiodateien
- Lied 1ⓘ/?: Pi pi pi... kekyo kekyo Hooo- hoke'kyo Hoohokekyo.
- Lied 2ⓘ/?: Hooo- hokekyo, hooo- hokekyo. Die Gesänge von zwei Japanischen Nachtigallen in einer Datei
- Lied 3ⓘ/?: Hoohokekyo
- Lied 4ⓘ/?: Hoohokekyo
- Lied 5ⓘ/?: Hoohokekyo

## Gefährdung
Da diese Art noch relativ häufig vorkommt und es keinerlei Gefährdungen bekannt sind, wird sie und der IUCN als (Least Concern) nicht gefährdet gelistet.

## Unterarten
Es sind fünf Unterarten bekannt:
- Horornis diphone riukiuensis Kuroda, 1925 – kommt im südlichen Sakhalin und dem südlichen Teil der Kurilen vor.
- Horornis diphone cantans (Temminck & Schlegel, 1847) – kommt im zentralen und südlichen Teil Japans und dem Norden der Ryūkyū-Inseln vor.
- Horornis diphone restrictus Kuroda, 1923 – ist auf den Daitō-Inseln und eventuell dem südlichen Teil der Ryūkyū-Inseln verbreitet.
- Horornis diphone diphone (Kittlitz, 1830) – kommt auf den Izu-Inseln, den Bonininseln und Kazan-rettō vor.
- Horornis diphone canturians (Swinhoe, 1860) – ist im zentralen östlichen China verbreitet.